# Seznam olympijských medailistů v ledním hokeji
Lední hokej je sport, který je součástí všech zimních olympijských her, počínaje rokem 1924. První olympijský turnaj v ledním hokeji se ale konal již na Letních olympijských hrách 1920. Od počátku šlo výhradně o mužskou soutěž. Od roku 1920 až do roku 1968 byl turnaj na olympijských hrách současně mistrovstvím světa. Od roku 1920 do roku 1984 mohli na turnaji soutěžit pouze amatérští sportovci a nemohli se ho tedy účastnit hráči z NHL a jiných profesionálních soutěží. Největší výhodu to poskytovalo zemím sovětského bloku, kde byli špičkoví sportovci sponzorováni státem, ale zachovávali si status amatérů. V roce 1970, po neshodě ohledně definice o amatérských hráčích, odstoupila z olympijských hokejových turnajů Kanada, která neposlala svůj tým na Zimní olympijské hry 1972 a 1976. V roce 1986 se Mezinárodní olympijský výbor (MOV) rozhodl povolit na olympijských hrách účast profesionálním sportovcům. V letech 1998–2014 se olympijského turnaje mohli účastnit i hráči NHL. Ženský lední hokej byl na olympijský program přidán v roce 1998. Od ZOH 1998 se tedy hraje mužský i ženský turnaj.

## Turnaj muži
| Rok                                                                                 | Zlato | Stříbro | Bronz |
| ----------------------------------------------------------------------------------- | --- | --- | --- |
| LOH 1920 Antverpy                                                                   | Kanada (CAN) · Robert Benson · Walter Byron · Frank Fredrikson · Chris Fridfinnson · Magnus Goodman · Haldor Halderson · Konrad Johannesson · Allan Woodman | Spojené státy americké (USA) · Raymond Bonney · Anthony Conroy · Herbert Drury · Edward Fitzgerald · George Geran · Francis Goheen · Joseph McCormick · Francis Synott · Leon Tuck · Cyril Weidenborner | Československo (TCH) · Karel Hartmann · Josef Loos · Valentin Loos · Jan Palouš · Jan Peka · Karel Pešek · Josef Šroubek · Otakar Vindyš · Karel Wälzer |
| ZOH 1924 Chamonix                                                                   | Kanada (CAN) · Jack Cameron · Ernie Collett · Albert McCaffery · Harold McMunn · Dunc Munro · William Ramsay · Cyril Slater · Hooley Smith · Harry Watson | Spojené státy americké (USA) · Clarence Abel · Herbert Drury · Alphonse LaCroix · John Langley · John Lyons •Justin McCarthy · Willard Rice · Irving W. Small · Francis Synott | Velká Británie (GBR) · William Anderson · Lorne Carr-Harris · Colin Carruthers · Eric Carruthers · George Clarkson · Ross Cuthbert · George Holmes · Hamilton Jukes · Edward Pitblado · Blaine Sexton |
| ZOH 1928 Svatý Mořic                                                                | Kanada (CAN) · Charles Delahay · Frank Fisher · Louis Hudson · Norbert Mueller · Herbert Plaxton · Hugh Plaxton · Roger Plaxton · John Porter · Frank Sullivan · Joseph Sullivan · Ross Taylor · Dave Trottier | Švédsko (SWE) · Carl Abrahamsson · Emil Bergman · Birger Holmqvist · Gustaf Johansson · Henry Johansson · Nils Johansson-Ingwe · Ernst Karlberg · Erik Larsson · Bertil Linde · Sigfrid Öberg · Wilhelm Petersén · Curt Sucksdorff | Švýcarsko (SUI) · Gianni Andreossi · Murezzan Andreossi · Robert Breiter · Louis Dufour · Charles Fasel · Albert Geromini · Fritz Kraatz · Albert Martignoni · Heinrich Meng · Anton Morosani · Luzius Rüedi · Richard Torriani |
| ZOH 1932 Lake Placid                                                                | Kanada (CAN) · William Cockburn · Clifford Crowley · Albert Duncanson · George Garbutt · Roy Hinkel · Victor Lundquist · Normand Malloy · Walter Monson · Kenneth Moore · Romeo Rivers · Harold Simpson · Hugh Sutherland · Stanley Wagner · Aliston Wise | Spojené státy americké (USA) · Osborn Anderson · John Bent · John Cookman · Douglas Everett · Franklin Farrell · Joseph Fitzgerald · Edward Frazier · John Garrison · Gerald Hallock · John Chase · Robert Livingston · Francis Nelson · Winthrop Palmer · Gordon Smith | Německo (GER) · Rudolf Ball · Alfred Heinrich · Erich Herker · Gustav Jaenecke · Werner Korff · Walter Leinweber · Erich Römer · Martin Schröttle · Marquart Slevogt · Georg Strobl |
| ZOH 1936 Garmisch-Partenkirchen                                                     | Velká Británie (GBR) · Alex Archer · Jimmi Borland · Edgar Brenchley · Johnny Coward · Gordon Dailley · Gerry Davey · Carl Erhardt · James Foster · Jimmi Chappell · Arthur Child · Jack Kilpatrick · Archie Stinchcombe · Bob Wyman | Kanada (CAN) · Maxwell Deacon · Kenneth Farmer-Horn · Hugh Farquharson · Ralph St. Germain · James Haggarty · Walter Kitchen · Raymond Milton · Francis Moore · Herman Murray · Arthur Nash · David Neville · Alexander Sinclair · William Thomson | Spojené státy americké (USA) · John Garrison · Fred Kammer · Philip LaBatte · John Lax · Malcolm MacAlpine · Thomas Moone · Elbridge Ross · Paul Rowe · Francis Shaughnessy · Gordon Smith · Francis Spain · |
| V letech 1940 a 1944 se zimní olympijské hry nekonaly z důvodu druhé světové války. | | | |
| ZOH 1948 Svatý Mořic                                                                | Kanada (CAN) · Murray Dowey · Frank Dunster · Orval Gravelle · Patsy Guzzo · Wally Halder · Ted Hibberd · Andre Laperriere · Louis Lecompte · George Mara · Ab Renaud · Reg Schroeter · Irving Taylor | Československo (TCH) · Vladimír Bouzek · Augustin Bubník · Jaroslav Drobný · Přemysl Hainý · Zdeněk Jarkovský · Vladimír Kobranov · Stanislav Konopásek · Bohumil Modrý · Miloslav Pokorný · Václav Roziňák · Miroslav Sláma · Karel Stibor · Vilibald Šťovík · Ladislav Troják · Josef Trousílek · Oldřich Zábrodský · Vladimír Zábrodský | Švýcarsko (SUI) · Hans Bänninger · Alfred Bieler · Heinrich Boller · Ferdinand Cattini · Hans Cattini · Hans Dürst · Walter Dürst · Emil Handschin · Heinrich Lohrer · Werner Lohrer · Reto Perl · Gebhard Poltera · Ulrich Poltera · Beat Ruedi · Otto Schübiger · Richard Torriani · Hans-Martin Trepp |
| ZOH 1952 Oslo                                                                       | Kanada (CAN) · George Abel · Jack Davies · William Dawe · Bruce Dickson · Donald Gauf · William Gibson · Ralph Hansch · Robert Meyers · David Miller · Eric Patterson · Thomas Pollock · Allan Purvis · Gordon Robertson · Lous Secco · Francis Sullivan · Robert Watt | Spojené státy americké (USA) · Ruben Bjorkman · Leonard Ceglarski · Joseph Czarnota · Richard Desmond · Andre Gambucci · Clifford Harrison · Gerald Kilmartin · John Mulhern · John Noah · Arnold Oss · Robert Rompre · James Sedin · Allen Van · Donald Whiston · Kenneth Yackel | Švédsko (SWE) · Göte Almqvist · Åke Andersson · Lars Björn · Göte Blomqvist · Thord Flodqvist · Erik Johansson · Gösta Johansson · Rune Johansson · Sven Tumba Johansson · Åke Lassas · Holger Nurmela · Hans Öberg · Lars Pettersson · Lasse Svensson · Sven Thunman · Hans Tvilling · Stig Tvilling |
| ZOH 1956 Cortina d'Ampezzo                                                          | Sovětský svaz (URS) · Jevgenij Babič · Vsevolod Bobrov · Alexej Guryšev · Nikolaj Chlystov · Viktor Jakušev · Jurij Krylov · Alfred Kučevskij · Valentin Kuzin · Grigorij Mkrtyčan · Viktor Nikiforov · Jurij Panťuchov · Nikolaj Pučkov · Genrich Sidorenkov · Nikolaj Sologubov · Viktor Šuvalov · Ivan Tregubov · Dmitrij Ukolov · Alexandr Uvarov | Spojené státy americké (USA) · Wendell Andersson · Wellington Burtnett · Eugene Campbell · Bill Cleary · Dick Dougherty · Gordon Christian · Willard Ikola · John Matchefts · John Mayasich · Dick Meredith · Daniel McKinnon · Weldon Olson · Kenneth Purpur · Donald Rigazio · Richard Rodenheiser · Ed Sampson | Kanada (CAN) · Denis Brodeur · Charlies Brooker · Billy Colvin · Alfred James Horne · Arthur Hurst · Byrle Klinck · Paul Knox · Ken Laufman · Howard Lee · Jim Logan · Floyd Martin · Jack McKenzie · Don Rope · George Scholes · Gerry Théberge · Robert White · Keith Eugene Woodall |
| ZOH 1960 Squaw Valley                                                               | Spojené státy americké (USA) · Bill Cleary · Robert Cleary · Gene Grazia · Bill Christian · Roger Christian · Paul Johnson · Jack Kirrane · John Mayasich · Jack McCartan · Robert McVey · Dick Meredith · Weldon Olson · Edwyn Owen · Rodney Paavola · Laurence Palmer · Dick Rodenheiser · Tom Williams | Kanada (CAN) · Robert Attersley · Moe Benoit · Jim Connelly · Jack Douglas · Fred Etcher · Bob Forhan · Don Head · Harold Hurley · Ken Laufman · Floyd Martin · Bob McKnight · Cliff Pennington · Don Rope · Bobby Rousseau · George Samolenko · Harry Sinden · Darryl Sly | Sovětský svaz (URS) · Veniamin Alexandrov · Alexandr Almetov · Jurij Baulin · Michail Byčkov · Jurij Cicinov · Vladimir Grebennikov · Jevgenij Grošev · Viktor Jakušev · Jevgenij Jorkin · Nikolaj Karpov · Alfred Kučevskij · Konstantin Loktěv · Stanislav Petuchov · Viktor Prjažnikov · Nikolaj Pučkov · Genrich Sidorenkov · Nikolaj Sologubov                                                                                    |
| ZOH 1964 Innsbruck                                                                  | Sovětský svaz (URS) · Veniamin Alexandrov · Alexandr Almetov · Vitalij Davydov · Anatolij Firsov · Eduard Ivanov · Viktor Jakušev · Viktor Konovalenko · Viktor Kuzkin · Konstantin Loktěv · Boris Majorov · Jevgenij Majorov · Stanislav Peťjuchov · Alexandr Ragulin · Vjačeslav Staršinov · Leonid Volkov · Boris Zajcev · Oleg Zajcev | Švédsko (SWE) · Anders Andersson · Gert Blomé · Lennart Häggroth · Lennart Johansson · Sven Tumba Johansson · Nils Johansson · Lars-Eric Lundvall · Eilert Määttä · Hans Mild · Nisse Nilsson · Bert-Ola Nordlander · Carl-Göran Öberg · Uno Öhrlund · Ronald Pettersson · Ulf Sterner · Roland Stoltz · Kjell Svensson | Československo (TCH) · Vlastimil Bubník · Josef Černý · Jiří Dolana · Vladimír Dzurilla · Jozef Golonka · František Gregor · Jiří Holík · Jaroslav Jiřík · Jan Klapáč · Vladimír Nadrchal · Rudolf Potsch · Stanislav Prýl · Stanislav Sventek · Ladislav Šmíd · František Tikal · Miroslav Vlach · Jaroslav Walter |
| ZOH 1968 Grenoble                                                                   | Sovětský svaz (URS) · Veniamin Alexandrov · Viktor Blinov · Vitalij Davydov · Anatolij Firsov · Anatolij Ionov · Viktor Konovalenko · Viktor Kuzkin · Boris Majorov · Jevgenij Mišakov · Jurij Mojsejev · Viktor Polupanov · Alexandr Ragulin · Igor Romiševskij · Vjačeslav Staršinov · Vladimir Vikulov · Oleg Zajcev · Jevgenij Zimin · Viktor Zinger | Československo (TCH) · Josef Černý · Vladimír Dzurilla · Jozef Golonka · Jan Havel · Petr Hejma · Jiří Holík · Josef Horešovský · Jan Hrbatý · Jaroslav Jiřík · Jan Klapáč · Jiří Kochta · Oldřich Machač · Karel Masopust · Vladimír Nadrchal · Václav Nedomanský · František Pospíšil · Jan Suchý · František Ševčík | Kanada (CAN) · Roger Bourbonnais · Ken Broderick · Ray Cadieux · Paul Conlin · Gary Dineen · Brian Glennie · Ted Hargreaves · Fran Huck · Marshall Johnston · Bill MacMillan · Barry McKenzie · Steve Monteith · Moris Mott · Terry O'Malley · Danny O'Shea · Gerry Pinder · Herb Pinder · Wayne Stephenson |
| ZOH 1972 Sapporo                                                                    | Sovětský svaz (URS) · Jurij Blinov · Gennadij Cygankov · Anatolij Firsov · Vitalij Davydov · Valerij Charlamov · Alexandr Jakušev · Viktor Kuzkin · Vladimir Ljutčenko · Alexandr Malcev · Boris Michajlov · Jevgenij Mišakov · Alexandr Paškov · Vladimir Petrov · Alexandr Ragulin · Igor Romiševskij · Vladimir Šadrin · Vladislav Treťjak · Valerij Vasiljev · Vladimir Vikulov · Jevgenij Zimin                                                                                       | Spojené státy americké (USA) · Kevin Ahearn · Larry Bader · Henry Boucha · Charles Brown · Michael Curran · Robbie Ftorek · Mark Howe · Keith Christiansen · Stuart Irving · James McElmury · Richard McGlynn · Bruce McIntosh · Thomas Mellor · Ronald Naslund · Walter Olds · Frank Sanders · Craig Sarner · Peter Sears · Timothy Sheehy | Československo (TCH) · Vladimír Bednář · Josef Černý · Miroslav Daněk · Vladimír Dzurilla · Richard Farda · Jan Havel · Ivan Hlinka · Jiří Holeček · Jaroslav Holík · Jiří Holík · Josef Horešovský · Jiří Kochta · Oldřich Machač · Vladimír Martinec · Václav Nedomanský · Eduard Novák · František Pospíšil · Rudolf Tajcnár · Bohuslav Šťastný · Karel Vohralík                                                                    |
| ZOH 1976 Innsbruck                                                                  | Sovětský svaz (URS) · Boris Alexandrov · Sergej Babinov · Gennadij Cygankov · Alexandr Gusev · Valerij Charlamov · Alexandr Jakušev · Sergej Kapustin · Jurij Ljapkin · Vladimir Lutčenko · Alexandr Malcev · Boris Michajlov · Vladimir Petrov · Alexandr Sidělnikov · Vladimir Šadrin · Viktor Šalimov · Vladislav Treťjak · Valerij Vasiljev · Viktor Žluktov | Československo (TCH) · Josef Augusta · Jiří Bubla · Jiří Crha · Miroslav Dvořák · Bohuslav Ebermann · Ivan Hlinka · Jiří Holeček · Jiří Holík · Milan Chalupa · Milan Kajkl · Oldřich Machač · Vladimír Martinec · Eduard Novák · Jiří Novák · Milan Nový · František Pospíšil · Jaroslav Pouzar · Pavol Svitana · Bohuslav Šťastný | Západní Německo (FRG) · Klaus Auhuber · Ignaz Berndaner · Wolfgang Boos · Martin Hinterstocker · Lorenz Funk · Anton Kehle · Udo Kießling · Walter Köberle · Ernst Köpf · Erich Kühnhackl · Stefan Metz · Reiner Philipp · Franz Reindl · Alois Schloder · Rudolf Thanner · Ferenc Vozar · Josef Völk · Erich Weishaupt |
| ZOH 1980 Lake Placid                                                                | Spojené státy americké (USA) · Bill Baker · Neal Broten · Jim Craig · Mike Eruzione · John Harrington · Dave Christian · Steve Christoff · Steve Janaszak · Mark Johnson · Rob McClanahan · Ken Morrow · Jack O'Callahan · Mark Pavelich · Mike Ramsey · Buzz Schneider · David Silk · Eric Strobel · Bob Suter · Phil Verchota · Mark Wells | Sovětský svaz (URS) · Helmuts Balderis · Zinetula Biljaletdinov · Vjačeslav Fetisov · Alexandr Golikov · Vladimir Golikov · Valerij Charlamov · Alexej Kasatonov · Vladimir Krutov · Jurij Lebeděv · Sergej Makarov · Alexandr Malcev · Boris Michajlov · Vladimir Myškin · Vladimir Petrov · Vasilij Pěrvuchin · Alexandr Skvorcov · Sergej Starikov · Vladislav Treťjak · Valerij Vasiljev · Viktor Žluktov                                                                         | Švédsko (SWE) · Sture Andersson · Mats Åhlberg · Bo Berglund · Håkan Eriksson · Jan Eriksson · Thomas Eriksson · Leif Holmgren · Tomas Jonsson · Pelle Lindbergh · William Löfqvist · Bengt Lundholm · Per Lundqvist · Harald Lückner · Lars Molin · Mats Näslund · Lennart Norberg · Tommy Samuelsson · Dan Söderström · Mats Waltin · Ulf Weinstock                                                                                  |
| ZOH 1984 Sarajevo                                                                   | Sovětský svaz (URS) · Zinetula Biljaletdinov · Nikolaj Drozděckij · Vjačeslav Fetisov · Alexandr Gerasimov · Andrej Chomutov · Alexej Kasatonov · Vladimir Kovin · Alexandr Koževnikov · Vladimir Krutov · Igor Larionov · Sergej Makarov · Vladimir Myškin · Vasilij Pěrvuchin · Alexandr Skvorcov · Sergej Starikov · Igor Stělnov · Viktor Ťumeněv · Sergej Šepelev · Vladislav Treťjak · Michail Vasiljev                                                                              | Československo (TCH) · Jaroslav Benák · Vladimír Caldr · František Černík · Miloslav Hořava · Jiří Hrdina · Milan Chalupa · Arnold Kadlec · Jaroslav Korbela · Jiří Králík · Vladimír Kýhos · Jiří Lála · Igor Liba · Vincent Lukáč · Dušan Pašek · Pavel Richter · Dárius Rusnák · Vladimír Růžička · Radoslav Svoboda · Jaromír Šindel · Eduard Uvíra | Švédsko (SWE) · Thomas Ahlén · Per-Erik Eklund · Thom Eklund · Bo Ericsson · Hakan Eriksson · Peter Gradin · Mats Hessel · Michael Hjälm · Göran Lindblom · Tommy Mörth · Hakan Nordin · Jens Öhling · Rolf Ridderwall · Thomas Rundqvist · Tomas Sandström · Håkan Södergren · Mats Thelin · Michael Thelvén · Mats Waltin · Göte Wälitalo                                                                                            |
| ZOH 1988 Calgary                                                                    | Sovětský svaz (URS) · Jevgenij Bělošejkin · Ilja Bjakin · Vjačeslav Bykov · Alexandr Černych · Vjačeslav Fetisov · Alexej Gusarov · Andrej Chomutov · Sergej Jašin · Valerij Kamenskij · Alexej Kasatonov · Alexandr Koževnikov · Igor Kravčuk · Vladimir Krutov · Igor Larionov · Andrej Lomakin · Sergej Makarov · Alexandr Mogilnyj · Sergej Mylnikov · Vitālijs Samoilovs · Anatolij Semjonov · Sergej Starikov · Igor Stělnov · Sergej Světlov                                        | Finsko (FIN) · Timo Blomqvist · Kari Eloranta · Raimo Helminen · Iiro Järvi · Esa Keskinen · Erkki Laine · Kari Laitinen · Erkki Lehtonen · Jyrki Lumme · Reijo Mikkolainen · Jarmo Myllys · Teppo Numminen · Janne Ojanen · Arto Ruotanen · Reijo Ruotsalainen · Simo Saarinen · Kai Suikkanen · Timo Susi · Jukka Tammi · Jari Torkki · Pekka Tuomisto · Jukka Virtanen | Švédsko (SWE) · Mikael Andersson · Peter Andersson · Peter Åslin · Jonas Bergkvist · Bo Berglund · Anders Bergman · Thom Eklund · Anders Eldebrink · Peter Eriksson · Thomas Eriksson · Michael Hjälm · Lars Ivarsson · Mikael Johansson · Lars Karlsson · Mats Kihlström · Peter Lindmark · Lars Molin · Lars-Gunnar Pettersson · Thomas Rundqvist · Tommy Samuelsson · Ulf Sandström · Håkan Södergren                               |
| ZOH 1992 Albertville                                                                | Sjednocený tým (EUN) · Sergej Bautin · Igor Boldin · Nikolaj Borščevskij · Vjačeslav Bucajev · Vjačeslav Bykov · Jevgenij Davydov · Nikolaj Chabibulin · Jurij Chmyljov · Andrej Chomutov · Dmitrij Juškevič · Darius Kasparaitis · Andrej Kovalenko · Alexej Kovaljov · Igor Kravčuk · Vladimir Malachov · Dmitrij Mironov · Sergej Petrenko · Vitalij Prochorov · Michail Štalenkov · Andrej Trefilov · Sergej Zubov · Alexej Žamnov · Alexej Žitnik                                     | Kanada (CAN) · David Archibald · Todd Brost · Sean Burke · Kevin Dahl · Curt Giles · Dave Hannan · Gord Hynes · Fabian Joseph · Joe Juneau · Trevor Kidd · Sam St. Laurent · Patrick Lebeau · Chris Lindberg · Eric Lindros · Kent Manderville · Adrien Plavsic · Dan Ratushny · Brad Schlegel · Wally Schreiber · Randy Smith · Dave Tippett · Brian Tutt · Jason Woolley | Československo (TCH) · Patrik Augusta · Petr Bříza · Jaromír Dragan · Leo Gudas · Miloslav Hořava · Petr Hrbek · Otakar Janecký · Tomáš Jelínek · Drahomír Kadlec · Kamil Kašťák · Robert Lang · Igor Liba · Ladislav Lubina · František Procházka · Petr Rosol · Oldřich Svoboda · Bedřich Ščerban · Jiří Šlégr · Richard Šmehlík · Róbert Švehla · Radek Ťoupal · Peter Veselovský · Richard Žemlička                                |
| ZOH 1994 Lillehammer                                                                | Švédsko (SWE) · Håkan Algotsson · Jonas Bergkvist · Charles Berglund · Andreas Dackell · Christian Due-Boje · Niklas Eriksson · Peter Forsberg · Roger Hansson · Roger Johansson · Tomas Jonsson · Jörgen Jönsson · Kenny Jönsson · Patrik Juhlin · Patric Kjellberg · Håkan Loob · Mats Näslund · Stefan Örnskog · Leif Rohlin · Daniel Rydmark · Tommy Salo · Fredrik Stillman · Mikael Sundlöv · Magnus Svensson                                                                        | Kanada (CAN) · Mark Astley · Adrian Aucoin · David Harlock · Corey Hirsch · Todd Hlushko · Greg Johnson · Fabian Joseph · Paul Kariya · Chris Kontos · Manny Legace · Ken Lovsin · Derek Mayer · Petr Nedvěd · Dwayne Norris · Greg Parks · Alain Roy · Jean-Yves Roy · Brian Savage · Brad Schlegel · Wally Schreiber · Chris Therien · Todd Warriner · Brad Werenka | Finsko (FIN) · Mika Alatalo · Erik Hämäläinen · Raimo Helminen · Timo Jutila · Sami Kapanen · Esa Keskinen · Marko Kiprusoff · Saku Koivu · Janne Laukkanen · Tero Lehterä · Jere Lehtinen · Jarmo Myllys · Mika Nieminen · Janne Ojanen · Marko Palo · Ville Peltonen · Pasi Sormunen · Mika Strömberg · Jukka Tammi · Petri Varis · Hannu Virta                                                                                      |
| ZOH 1998 Nagano                                                                     | Česko (CZE) · Josef Beránek · Jan Čaloun · Roman Čechmánek · Jiří Dopita · Roman Hamrlík · Dominik Hašek · Milan Hejduk · Milan Hnilička · Jaromír Jágr · František Kučera · Robert Lang · David Moravec · Pavel Patera · Libor Procházka · Martin Procházka · Robert Reichel · Martin Ručinský · Vladimír Růžička · Martin Straka · Petr Svoboda · Jiří Šlégr · Richard Šmehlík · Jaroslav Špaček                                                                                         | Rusko (RUS) · Pavel Bure · Valerij Bure · Sergej Fjodorov · Sergej Gončar · Alexej Gusarov · Alexej Jašin · Dmitrij Juškevič · Valerij Kamenskij · Darius Kasparaitis · Andrej Kovalenko · Igor Kravčuk · Sergej Krivokrasov · Boris Mironov · Dmitrij Mironov · Alexej Morozov · Sergej Němčinov · Oleg Ševcov · Michail Štalenkov · German Titov · Andrej Trefilov · Valerij Zelepukin · Alexej Žamnov · Alexej Žitnik                                                              | Finsko (FIN) · Aki Berg · Tuomas Grönman · Raimo Helminen · Sami Kapanen · Saku Koivu · Jari Kurri · Janne Laukkanen · Jere Lehtinen · Juha Lind · Jyrki Lumme · Jarmo Myllys · Mika Nieminen · Janne Niinimaa · Teppo Numminen · Ville Peltonen · Kimmo Rintanen · Teemu Selänne · Ari Sulander · Jukka Tammi · Kimmo Timonen · Antti Törmänen · Juha Ylönen                                                                          |
| ZOH 2002 Salt Lake City                                                             | Kanada (CAN) · Ed Belfour · Rob Blake · Eric Brewer · Martin Brodeur · Theoren Fleury · Adam Foote · Simon Gagné · Jarome Iginla · Curtis Joseph · Ed Jovanovski · Paul Kariya · Mario Lemieux · Eric Lindros · Al MacInnis · Scott Niedermayer · Joe Nieuwendyk · Owen Nolan · Michael Peca · Chris Pronger · Joe Sakic · Brendan Shanahan · Ryan Smyth · Steve Yzerman | Spojené státy americké (USA) · Tony Amonte · Tom Barrasso · Adam Deadmarsh · Mike Dunham · Chris Drury · Bill Guerin · Phil Housley · Brett Hull · Chris Chelios · John LeClair · Brian Leetch · Aaron Miller · Mike Modano · Tom Poti · Brian Rafalski · Mike Richter · Jeremy Roenick · Brian Rolston · Gary Suter · Keith Tkachuk · Doug Weight · Mike York · Scott Young | Rusko (RUS) · Maxim Afinogenov · Ilja Bryzgalov · Pavel Bure · Valerij Bure · Pavel Dacjuk · Sergej Fjodorov · Sergej Gončar · Nikolaj Chabibulin · Alexej Jašin · Darius Kasparaitis · Ilja Kovalčuk · Alexej Kovaljov · Igor Kravčuk · Oleg Kvaša · Igor Larionov · Vladimir Malachov · Daniil Markov · Boris Mironov · Andrej Nikolišin · Jegor Podomackij · Sergej Samsonov · Oleg Tverdovskij · Alexej Žamnov                     |
| ZOH 2006 Turín                                                                      | Švédsko (SWE) · Daniel Alfredsson · Per-Johan Axelsson · Christian Bäckman · Peter Forsberg · Mika Hannula · Niclas Hävelid · Tomas Holmström · Jörgen Jönsson · Kenny Jönsson · Niklas Kronwall · Nicklas Lidström · Stefan Liv · Henrik Lundqvist · Fredrik Modin · Mattias Öhlund · Samuel Påhlsson · Mikael Samuelsson · Daniel Sedin · Henrik Sedin · Mats Sundin · Ronnie Sundin · Mikael Tellqvist · Daniel Tjärnqvist · Henrik Zetterberg                                          | Finsko (FIN) · Niklas Bäckström · Aki Berg · Niklas Hagman · Jukka Hentunen · Jussi Jokinen · Olli Jokinen · Niko Kapanen · Mikko Koivu · Saku Koivu · Lasse Kukkonen · Antti Laaksonen · Jere Lehtinen · Toni Lydman · Antero Niittymäki · Antti-Jussi Niemi · Ville Nieminen · Fredrik Norrena · Petteri Nummelin · Teppo Numminen · Ville Peltonen · Jarkko Ruutu · Sami Salo · Teemu Selänne · Kimmo Timonen                                                                      | Česko (CZE) · Jan Bulis · Petr Čajánek · Patrik Eliáš · Martin Erat · Dominik Hašek · Milan Hejduk · Aleš Hemský · Milan Hnilička · Jaromír Jágr · František Kaberle · Tomáš Kaberle · Aleš Kotalík · Filip Kuba · Pavel Kubina · Robert Lang · Marek Malík · Rostislav Olesz · Václav Prospal · Martin Ručinský · Dušan Salfický · Martin Straka · Jaroslav Špaček · Tomáš Vokoun · David Výborný · Marek Židlický                    |
| ZOH 2010 Vancouver                                                                  | Kanada (CAN) · Patrice Bergeron · Dan Boyle · Martin Brodeur · Sidney Crosby · Drew Doughty · Marc-André Fleury · Ryan Getzlaf · Dany Heatley · Jarome Iginla · Duncan Keith · Roberto Luongo · Patrick Marleau · Brenden Morrow · Rick Nash · Scott Niedermayer · Corey Perry · Chris Pronger · Mike Richards · Brent Seabrook · Eric Staal · Joe Thornton · Jonathan Toews · Shea Weber                                                                                                  | Spojené státy americké (USA) · David Backes · Dustin Brown · Ryan Callahan · Chris Drury · Tim Gleason · Erik Johnson · Jack Johnson · Patrick Kane · Ryan Kesler · Phil Kessel · Jamie Langenbrunner · Ryan Malone · Ryan Miller · Brooks Orpik · Zach Parise · Joe Pavelski · Jonathan Quick · Brian Rafalski · Bobby Ryan · Paul Stastny · Ryan Suter · Tim Thomas · Ryan Whitney                                                                                                  | Finsko (FIN) · Niklas Bäckström · Valtteri Filppula · Niklas Hagman · Jarkko Immonen · Olli Jokinen · Niko Kapanen · Miikka Kiprusoff · Mikko Koivu · Saku Koivu · Lasse Kukkonen · Jere Lehtinen · Sami Lepistö · Toni Lydman · Antti Miettinen · Antero Niittymäki · Janne Niskala · Ville Peltonen · Joni Pitkänen · Jarkko Ruutu · Tuomo Ruutu · Sami Salo · Teemu Selänne · Kimmo Timonen                                         |
| ZOH 2014 Soči                                                                       | Kanada (CAN) · Jamie Benn · Patrice Bergeron · Jay Bouwmeester · Jeff Carter · Sidney Crosby · Drew Doughty · Matt Duchene · Ryan Getzlaf · Dan Hamhuis · Duncan Keith · Chris Kunitz · Martin St. Louis · Roberto Luongo · Patrick Marleau · Rick Nash · Corey Perry · Alex Pietrangelo · Carey Price · Patrick Sharp · Mike Smith · P. K. Subban · John Tavares · Jonathan Toews · Marc-Edouard Vlasic · Shea Weber                                                                      | Švédsko (SWE) · Daniel Alfredsson · Nicklas Bäckström · Patrik Berglund · Alexander Edler · Oliver Ekman-Larsson · Jhonas Enroth · Jimmie Ericsson · Jonathan Ericsson · Loui Eriksson · Jonas Gustavsson · Carl Hagelin · Niklas Hjalmarsson · Marcus Johansson · Erik Karlsson · Niklas Kronwall · Marcus Krüger · Gabriel Landeskog · Henrik Lundqvist · Gustav Nyquist · Johnny Oduya · Daniel Sedin · Jakob Silfverberg · Alexander Steen · Henrik Tallinder · Henrik Zetterberg | Finsko (FIN) · Juhamatti Aaltonen · Aleksander Barkov · Mikael Granlund · Juuso Hietanen · Jarkko Immonen · Jussi Jokinen · Olli Jokinen · Leo Komarov · Petri Kontiola · Lauri Korpikoski · Lasse Kukkonen · Jori Lehterä · Kari Lehtonen · Sami Lepistö · Olli Määttä · Antti Niemi · Antti Pihlström · Tuukka Rask · Tuomo Ruutu · Sakari Salminen · Sami Salo · Teemu Selänne · Kimmo Timonen · Sami Vatanen · Ossi Väänänen       |
| ZOH 2018 Pchjongčchang                                                              | Olympijští sportovci z Ruska (OAR) · Sergej Andronov · Alexandr Barabanov · Pavel Dacjuk · Vladislav Gavrikov · Michail Grigorenko · Nikita Gusev · Dinar Chafizullin · Ilja Kablukov · Sergej Kalinin · Kirill Kaprizov · Bogdan Kiselevič · Vasilij Košečkin · Ilja Kovalčuk · Alexej Marčenko · Sergej Mozjakin · Nikita Něstěrov · Nikolaj Prochorkin · Ilja Sorokin · Igor Šesťorkin · Vadim Šipačov · Sergej Širokov · Ivan Telegin · Vjačeslav Vojnov · Arťjom Zub · Andrej Zubarev | Německo (GER) · Sinan Akdağ · Danny aus den Birken · Daryl Boyle · Yasin Ehliz · Christian Ehrhoff · Dennis Endras · Gerrit Fauser · Marcel Goc · Patrick Hager · Frank Hördler · Dominik Kahun · Marcus Kink · Björn Krupp · Brooks Macek · Frank Mauer · Jonas Müller · Moritz Müller · Marcel Noebels · Leonhard Pföderl · Timo Pielmeier · Matthias Plachta · Patrick Reimer · Yannic Seidenberg · Felix Schütz · David Wolf                                                      | Kanada (CAN) · Rene Bourque · Gilbert Brulé · Andrew Ebbett · Stefan Elliott · Chay Genoway · Cody Goloubef · Marc-André Gragnani · Quinton Howden · Chris Kelly · Rob Klinkhammer · Brandon Kozun · Maxim Lapierre · Chris Lee · Maxim Noreau · Eric O'Dell · Justin Peters · Kevin Poulin · Mason Raymond · Mat Robinson · Derek Roy · Ben Scrivens · Karl Stollery · Christian Thomas · Linden Vey · Wojtek Wolski                  |
| ZOH 2022 Peking                                                                     | Finsko (FIN) · Miro Aaltonen · Marko Anttila · Hannes Björninen · Valtteri Filppula · Niklas Friman · Markus Granlund · Teemu Hartikainen · Juuso Hietanen · Valtteri Kemiläinen · Leo Komarov · Mikko Lehtonen · Petteri Lindbohm · Saku Mäenalanen · Sakari Manninen · Joonas Nättinen · Atte Ohtamaa · Niko Ojamäki · Jussi Olkinuora · Iiro Pakarinen · Harri Pesonen · Ville Pokka · Toni Rajala · Harri Säteri · Frans Tuohimaa · Sami Vatanen                                       | Sportovci ROV (ROC) · Sergej Andronov · Timur Biljalov · Andrej Čibisov · Ivan Fedotov · Stanislav Galijev · Michail Grigorenko · Arsenij Gricjuk · Nikita Gusev · Pavel Karnauchov · Artur Kajumov · Arťom Minulin · Nikita Něstěrov · Alexandr Nikišin · Sergej Plotnikov · Alexandr Samonov · Kirill Semjonov · Damir Šaripzjanov · Vadim Šipačov · Anton Slepyšev · Sergej Tělegin · Vladimir Tkačev · Dmitrij Voronkov · Vjačeslav Vojnov · Jegor Jakovlev · Alexandr Jelesin    | Slovensko (SVK) · Peter Cehlárik · Michal Čajkovský · Peter Čerešňák · Marko Daňo · Marek Ďaloga · Martin Gernát · Adrián Holešinský · Marek Hrivík · Libor Hudáček · Tomáš Jurčo · Miloš Kelemen · Branislav Konrád · Michal Krištof · Samuel Kňažko · Martin Marinčin · Šimon Nemec · Kristián Pospíšil · Pavol Regenda · Miloš Roman · Mislav Rosandić · Patrik Rybár · Juraj Slafkovský · Samuel Takáč · Matej Tomek · Peter Zuzin |

## Turnaj ženy
| Rok                     | Zlato | Stříbro | Bronz |
| ----------------------- | --- | --- | --- |
| ZOH 1998 Nagano         | Spojené státy americké (USA) · Chris Baileyová · Laurie Bakerová · Alana Blahoskiová · Lisa Brownová · Karyn Byeová · Collen Coyneová · Sara De Costaová · Tricia Dunnová · Cammi Granatová · Katie Kingová · Shelley Looneyová · Sue Merzová · A. J. Mleczkoová · Tara Mounseyová · Vicky Movessianová · Angela Ruggieroová · Jenny Schmidgallová · Sarah Tuetingová · Gretchen Ulionová · Sandra Whyteová                                                                                                  | Kanada (CAN) · Jennifer Botterillová · Therese Brissonová · Cassie Campbellová · Judy Diducková · Nancy Drolettová · Lori Dupuisová · Danielle Goyetteová · Geraldine Heaneyová · Jayna Heffordová · Becke Kallarová · France St. Louisová · Kathy McCormacková · Karen Nystromová · Leslie Reddonová · Manon Rhéaumeová · Laura Schulerová · Fiona Smithová · Vicky Sunoharaová · Hayley Wickenheiserová · Stacey Wilsonová                                                                             | Finsko (FIN) · Kirsti Hänninenová · Satu Huotariová · Johanna Ikonenová · Sari Krooksová · Emma Laaksonenová · Sanna Lankosaariová · Marika Lehtimäkiová · Katja Lehtoová · Marja-Helena Pälviläová · Tuula Puputtiová · Karolina Rantamäkiová · Tiia Reimaová · Katja Riipiová · Päivi Saloová · Lisa-Maria Snecková · Petra Vaarakallioová |
| ZOH 2002 Salt Lake City | Kanada (CAN) · Dana Antalová · Kelly Bechardová · Jennifer Botterillová · Thérèse Brissonová · Cassie Campbellová · Lori Dupuisová · Danielle Goyetteová · Geraldine Heaneyová · Jayna Heffordová · Isabelle Chartrandová · Becky Kellarová · Caroline Ouelletteová · Cherie Piperová · Cheryl Pounderová · Tammy Lee Shewchuková · Sami Jo Smallová · Colleen Sostoricsová · Kim St-Pierreová · Vicky Sunoharaová · Hayley Wickenheiserová                                                                  | Spojené státy americké (USA) · Chris Baileyová · Laurie Bakerová · Karyn Byeová · Natalie Darwitzová · Sara Decostaová · Tricia Dunnová · Cammi Granatová · Julie Chuová · Courtney Kennedyová · Andrea Kilbourneová · Katie Kingová · Shelley Looneyová · Sue Merzová · Allison Mleczkoová · Tara Mounseyová · Jenny Potterová · Angela Ruggieroová · Sarah Tuetingová · Lyndsay Wallová · Krissy Wendellová                                                                                            | Švédsko (SWE) · Lotta Almbladová · Gunilla Anderssonová · Anna Anderssonová · Annica Åhlénová · Emelie Berggrenová · Kristina Bergstrandová · Ann-Louise Edstrandová · Joa Elfsbergová · Erika Holstová · Nanna Janssonová · Maria Larssonová · Ylva Lindbergová · Ulrica Lindströmová · Kim Martinová · Josefin Petterssonová · Maria Roothová · Danijela Rundqvistová · Evelina Samuelssonová · Therese Sjölanderová · Anna Vikmanová                                                       |
| ZOH 2006 Turín          | Kanada (CAN) · Meghan Agostaová · Gillian Appsová · Jennifer Botterillová · Cassie Campbellová · Gillian Ferrariová · Danielle Goyetteová · Jayně Heffordové · Becky Kellarová · Gina Kingsburyová · Charline Labontéová · Carla MacLeodová · Caroline Ouelletteová · Cherie Piperová · Cheryl Pounderová · Colleen Sostoricsová · Kim St-Pierreová · Vicky Sunoharaová · Sarah Vaillancourtová · Katie Weatherstonová · Hayley Wickenheiserová                                                              | Švédsko (SWE) · Cecilia Anderssonová · Gunilla Anderssonová · Jenni Asserholtová · Ann-Louise Edstrandová · Joa Elfsbergová · Emma Eliassonová · Erika Holstová · Nanna Janssonová · Ylva Lindbergová · Jenny Lindqvistová · Kristina Lundbergová · Kim Martinová · Frida Nevalainenová · Emilie O'Konorová · Maria Roothová · Danijela Rundqvistová · Therése Sjölanderová · Katarina Timglasová · Anna Vikmanová · Pernilla Winbergová                                                                 | Spojené státy americké (USA) · Caitlin Cahowová · Natalie Darwitzová · Pam Dreyerová · Tricia Dunnová-Luomaová · Molly Engstromová · Chanda Gunnová · Jamie Hagermanová · Julie Chuová · Kim Insalacoová · Kathleen Kauthová · Courtney Kennedyová · Katie Kingová · Kristin Kingová · Sarah Parsonsová · Jenny Potterová · Helen Resorová · Angela Ruggieroová · Kelly Stephensová · Lyndsay Wallová · Krissy Wendellová                                                                     |
| ZOH 2010 Vancouver      | Kanada (CAN) · Meghan Agostaová · Gillian Appsová · Tessa Bonhommeová · Jennifer Botterillová · Jayna Heffordová · Haley Irwinová · Rebecca Johnstonová · Becky Kellarová · Gina Kingsburyová · Charline Labontéová · Carla MacLeodová · Meaghan Mikkelsonová · Caroline Ouelletteová · Cherie Piperová · Marie-Philip Poulinová · Colleen Sostoricsová · Kim St-Pierreová · Shannon Szabadosová · Sarah Vaillancourtová · Catherine Wardová · Hayley Wickenheiserová                                        | Spojené státy americké (USA) · Kacey Bellamyová · Caitlin Cahowová · Natalie Darwitzová · Meghan Dugganová · Molly Engstromová · Lisa Chessonová · Julie Chuová · Hilary Knightová · Jocelyne Lamoureuxová · Monique Lamoureuxová · Erika Lawlerová · Gisele Marvinová · Brianne McLaughlinová · Jenny Potterová · Angela Ruggieroová · Molly Schausová · Kelli Stacková · Karen Thatcherová · Jessie Vetterová · Kerry Weilandová · Jinelle Zaugg-Siergiejová                                           | Finsko (FIN) · Jenni Hiirikoskiová · Anne Helinová · Venla Hoviová · Michelle Karvinenová · Mira Kuismaová · Emma Laaksonenová · Rosa Lindstedtová · Terhi Mertanenová · Heidi Pelttariová · Mariia Posaová · Annina Rajahuhtová · Karoliina Rantamäkiová · Noora Rätyová · Mari Saarinenová · Saija Sirviöová · Nina Tikkinenová · Minnamari Tuominenová · Saara Tuominenová · Anna Vanhataloová · Linda Välimäkiová · Marjo Voutilainenová                                                  |
| ZOH 2014 Soči           | Kanada (CAN) · Meghan Agostová-Marcianová · Gillian Appsová · Mélodie Daoustová · Laura Fortinoová · Jayna Heffordová · Haley Irwinová · Brianne Jennerová · Rebecca Johnstonová · Charline Labontéová · Geneviève Lacasseová · Jocelyne Larocqueová · Meaghan Mikkelsonová · Caroline Ouelletteová · Marie-Philip Poulinová · Lauriane Rougeauová · Natalie Spoonerová · Shannon Szabadosová · Jennifer Wakefieldová · Catherine Wardová · Tara Watchornová · Hayley Wickenheiserová                        | Spojené státy americké (USA) · Kacey Bellamyová · Megan Božeková · Alexandra Carpenterová · Kendall Coyneová · Brianna Deckereová · Meghan Dugganová · Lyndsey Fryová · Julie Chuová · Jocelyne Lamoureuxová · Monique Lamoureuxová-Kollsová · Amanda Kesselová · Hilary Knightová · Gisele Marvinová · Brianne McLaughlinová · Michelle Picardová · Josephine Pucciová · Molly Schausová · Anne Schleperová · Kelli Stacková · Lee Steckleinová · Jessie Vetterová                                      | Švýcarsko (SUI) · Janine Alderová · Livia Altmannová · Sophie Anthamattenová · Laura Benzová · Sara Benzová · Nicole Bulloová · Romy Eggimannová · Sarah Forsterová · Angela Frautschiová · Jessica Lutzová · Julie Martyová · Stefanie Martyová · Alina Müllerová · Katrin Nabholzová · Evelina Raselliová · Florence Schellingová · Lara Stalderová · Phoebe Stanzová · Anja Stiefelová · Sandra Thalmannová · Nina Waidacherová                                                            |
| ZOH 2018 Pchjongčchang  | Spojené státy americké (USA) · Cayla Barnesová · Kacey Bellamyová · Hannah Brandtová · Dani Cameranesiová · Kendall Coyneová · Brianna Deckerová · Meghan Dugganová · Kali Flanaganová · Nicole Hensleyová · Megan Kellerová · Amanda Kesselová · Hilary Knightová · Jocelyne Lamoureuxová-Davidsonová · Monique Lamoureuxová-Morandová · Gigi Marvinová · Sidney Morinová · Kelly Panneková · Amanda Pelkeyová · Emily Pfalzerová · Alex Rigsbyová · Maddie Rooneyová · Haley Skarupaová · Lee Steckleinová | Kanada (CAN) · Meghan Agostaová · Bailey Bramová · Emily Clarková · Mélodie Daoustová · Ann-Renée Desbiensová · Renata Fastová · Laura Fortinová · Haley Irwinová · Brianne Jennerová · Rebecca Johnstonová · Geneviève Lacasseová · Brigette Lacquetteová · Jocelyne Larocqueová · Meaghan Mikkelsonová · Sarah Nurseová · Marie-Philip Poulinová · Lauriane Rougeauová · Jillian Saulnierová · Natalie Spoonerová · Laura Staceyová · Shannon Szabadosová · Blayre Turnbullová · Jennifer Wakefieldová | Finsko (FIN) · Sanni Hakalaová · Jenni Hiirikoskiová · Venla Hoviová · Mira Jalosuoová · Michelle Karvinenová · Rosa Lindstedtová · Petra Nieminenová · Tanja Niskanenová · Emma Nuutinenová · Isa Rahunenová · Annina Rajahuhtová · Meeri Räisänenová · Noora Rätyová · Saila Saariová · Ronja Savolainenová · Sara Säkkinenová · Eveliina Suonpääová · Susanna Tapaniová · Noora Tulusová · Minnamari Tuominenová · Linda Välimäkiová · Riikka Väliläová · Ella Viitasuoová                 |
| ZOH 2022 Peking         | Kanada (CAN) · Erin Ambroseová · Ashton Bellová · Kristen Campbellová · Emily Clarková · Mélodie Daoustová · Ann-Renée Desbiensová · Renata Fastová · Sarah Fillierová · Brianne Jennerová · Rebecca Johnstonová · Jocelyne Larocqueová · Emma Maltaisová · Emerance Maschmeyerová · Sarah Nurseová · Marie-Philip Poulinová · Jamie Lee Rattrayová · Jill Saulnierová · Ella Sheltonová · Natalie Spoonerová · Laura Staceyová · Claire Thompsonová · Blayre Turnbullová · Micah Zandee-Hartová             | Spojené státy americké (USA) · Cayla Barnes · Megan Bozeková · Hannah Brandtová · Dani Cameranesiová · Alex Carpenterová · Alex Cavalliniová · Jesse Compherová · Kendall Coyne Schofieldová · Brianna Deckerová · Jincy Dunneová · Savannah Harmonová · Caroline Harveyová · Nicole Hensleyová · Megan Kellerová · Amanda Kesselová · Hilary Knightová · Abbey Murphyová · Kelly Panneková · Maddie Rooneyová · Abby Roqueová · Hayley Scamurraová · Lee Steckleinová · Grace Zumwinkleová              | Finsko (FIN) · Sanni Hakalaová · Jenni Hiirikoskiová · Elisa Holopainenová · Sini Karjalainenová · Michelle Karvinenová · Anni Keisalaová · Nelli Laitinenová · Julia Liikalaová · Eveliina Mäkinenová · Petra Nieminenová · Tanja Niskanenová · Jenniina Nylundová · Meeri Räisänenová · Sanni Rantalaová · Ronja Savolainenová · Sofianna Sundelinová · Susanna Tapaniová · Noora Tulusová · Minttu Tuominenová · Viivi Vainikkaová · Sanni Vanhanenová · Emilia Vesaová · Ella Viitasuoová |